# Dreiband-Europameisterschaft 1969

Logo CEB (ausrichtender Verband)

Veranstaltungsort: Den Haag

Die Dreiband-Europameisterschaft 1969 war das 27. Turnier in dieser Disziplin des Karambolagebillards und fand vom 15. bis 19. Januar 1969 im niederländischen Regierungssitz Den Haag statt. Es war seit 1932 die siebte Dreiband-Europameisterschaft in den Niederlanden. Damit ist das Land der Rekordausrichter in dieser Billard-Disziplin.

## Geschichte
In Den Haag fand 1969 eine Dreiband-Europameisterschaft der Rekorde statt. Natürlich war der Belgier Raymond Ceulemans wieder einmal der überragende Akteur des Turniers. Ceulemans hält, bis auf die WM-Höchstserie, alle Welt- und Europarekorde. Der neue Europarekord im Generaldurchschnitt (GD) steht jetzt bei 1,538. Erstmals wurde mit 0,926 ein Turnierdurchschnitt von über 0,9 erzielt. Der Sieg für Ceulemans bei dieser EM fiel aber extrem knapp aus. In der letzten Spielrunde trafen Ceulemans uns sein Landsmann Laurent Boulanger bei Punktgleichheit aufeinander. Es war also ein echtes Endspiel, wobei Ceulemans aufgrund des besseren GD's ein Unentschieden zur Titelverteidigung reichte. Die große Sporthalle war bei diesem Duell bis auf den letzten Platz gefüllt. Nach anfänglicher Ausgeglichenheit setzte sich Boulanger immer weiter ab und führte in der 44. Aufnahme mit 59:53. Dann aber drehte Ceulemans noch einmal auf und erzielte in 4 Aufnahmen die nötigen 7 Punkte. Boulanger schaffte im Nachstoß dann das Unentschieden. Am 18. Januar 1969 war der niederländische Prinz Claus den ganzen Tag im Turniersaal und sorgte somit für eine ganz besondere Atmosphäre. Für den deutschen Überraschungsmeister Dieter Häring aus Berlin reichte es bei seinem ersten internationalen Einsatz, wenn auch nur sehr knapp, nur zum 11. und damit letzten Platz.

## Modus
Gespielt wurde im System „Jeder gegen Jeden“ bis 60 Punkte mit Nachstoß/Aufnahmegleichheit.

## Abschlusstabelle
| MP    | Match Points (Sieger = 2; Unentschieden = 1; Verlierer = 0) |
| Pkte. | Erzielte Karambolagen                                       |
| Aufn. | Benötigte Versuche                                          |
| GD    | Generaldurchschnitt                                         |
| BED   | Bester Einzeldurchschnitt eines Spielers                    |
| HS    | Höchstserie                                                 |
|       | Bester GD des Turniers                                      |
|       | Bester ED des Turniers                                      |
|       | Beste HS des Turniers                                       |
|       | 1. Platz (Gold)                                             |
|       | 2. Platz (Silber)                                           |
|       | 3. Platz (Bronze)                                           |

| Endklassement              | Endklassement          | Endklassement | Endklassement | Endklassement | Endklassement | Endklassement | Endklassement |
| Platz                      | Name                   | MP            | Pkte.         | Aufn.         | GD            | BED           | HS            |
| -------------------------- | ---------------------- | ------------- | ------------- | ------------- | ------------- | ------------- | ------------- |
| 1                          | Raymond Ceulemans      | 19:1          | 600           | 390           | 1,538         | 2,222         | 14            |
| 2                          | Laurent Boulanger      | 19:1          | 600           | 511           | 1,174         | 1,500         | 9             |
| 3                          | Johann Scherz          | 16:4          | 582           | 544           | 1,069         | 1,333         | 12            |
| 4                          | Jean Marty             | 12:8          | 564           | 565           | 0,998         | 1,395         | 9             |
| 5                          | Kurt Thǿgersen         | 10:10         | 520           | 578           | 0,899         | 1,034         | 11            |
| 6                          | Rini van Bracht        | 10:10         | 523           | 602           | 0,868         | 1,176         | 10            |
| 7                          | Jan Doggen             | 8:12          | 510           | 610           | 0,836         | 0,909         | 7             |
| 8                          | Avelino Rico           | 6:14          | 525           | 617           | 0,850         | 1,132         | 6             |
| 9                          | Antonio Morais Vinagre | 6:14          | 513           | 622           | 0,824         | 1,224         | 7             |
| 10                         | Jacques Blanc          | 2:18          | 485           | 681           | 0,7121        | 0,759         | 7             |
| 11                         | Dieter Häring          | 2:18          | 413           | 580           | 0,7120        | 0,769         | 7             |
| Turnierdurchschnitt: 0,926 |                        |               |               |               |               |               |               |